# 복암역
복암역(福巖驛)은 화순선의 폐역이다. 화순선의 종착역으로 복암탄전에 위치한 탄을 수송하는 것이 주업무였으며, 역사는 현재 탄광 대기소로 사용되고 있다.

## 역사
- 1942년 10월 1일 : 영업 개시[2]
- 1950년 10월 5일 : 역사 전소
- 1959년 12월 16일 : 구내 확장
- 1961년 11월 3일 : 역사 증축
- 1974년 1월 1일 : 여객 취급 중지
- 1982년 9월 1일 : 배치간이역으로 격하[3]
- 1984년 11월 1일 : 폐지[4]